# نبرد اوجی (۱۱۸۴)
نبرد اوجی (انگلیسی: Battle of Uji) یا نبرد اوجیگاوا  نبردی بود که در طی آن میناموتو نو یوشیناکا به قصد فرماندهی خاندان میناموتو سعی داشت قدرت را از دست عموزاده‌هایش میناموتو نو یوریتومو و میناموتو نو یوشی‌تسونه بیرون بیاورد. در پایان این نبرد معبد هوجوجیدونو محلی که امپراتور گو شیراکاوا در آن به دست میناموتو نو یوشیناکا زندانی شده بود سوزانده شد و امپراتور محبوس شده توسط میناموتو نو یوشی‌تسونه ربوده و آزاد شد.